# Киев-88
«Ки́ев-88», «Ки́ев-88 TTL» — среднеформатный однообъективный зеркальный фотоаппарат, выпускавшийся с 1980 года на киевском заводе «Арсенал». На основе стандартного «Киева-88» разработан «Киев-88 СМ» с байонетом P6, рассчитанным на большой выбор как советской, так и иностранной оптики.
Фотоаппарат «Киев-88» представляет собой модернизированный «Салют-С» с новым штатным объективом, усовершенствованной шахтой видоискателя и башмаком для крепления фотовспышки на корпусе. Модель «Киев-88 TTL» отличается комплектацией, в которую дополнительно входит сменная пентапризма с несопряжённым TTL-экспонометром.
Фотосистема на основе «Киев-88», «Салют», «Салют-С» является самой развитой из выпускавшихся советским фотоаппаратостроением серийно. После прекращения выпуска частная компания AraxFoto начала мелкосерийную ручную сборку фотоаппаратов «Киев-88» и «Киев-88 СМ» из купленных у завода «Арсенал» остатков комплектующих, продавая камеры уже под своим брендом «Arax».

## Технические характеристики
- Фотоаппарат представляет модульную конструкцию с легко заменяемыми объективом, видоискателем и кассетой для фотоплёнки;
- Затвор шторный фокальный с металлическими гофрированными шторками из нержавеющей стали с диапазоном выдержек от 1/2 до 1/1000 с и «В»;
- Автоспуск и репетир диафрагмы отсутствуют;
- Синхроконтакт «Х», центральный синхроконтакт. Выдержка синхронизации от 1/30 с и более;
  - На моделях ранних выпусков стоял синхроконтакт с регулируемым временем упреждения — «Х» или «М» в зависимости от положения переключателя;
  - На моделях ранних выпусков центральный синхроконтакт отсутствует;
- Тип применяемого фотоматериала — рольфильм;
- Размер кадра 6×6 см, на плёнке типа 120 получалось 12 кадров;
  - Фотоаппарат мог комплектоваться кассетами на размер кадра 4,5×6 см, на плёнке типа 120 получалось 16 кадров;
- Взвод затвора и перемотка плёнки — рукояткой на корпусе аппарата, этой же рукояткой устанавливаются выдержки. Установка выдержек только при взведённом затворе. В фотоаппарате применялись часовые пружины, возможно было длительное хранение аппарата со взведённым затвором;
- Фотоплёнка заряжалась в быстросменную кассету магазинного типа. Конструкция позволяет снимать её с камеры после любого количества отснятых кадров для замены кассетами с другими типами фотоматериала. На кассете имеется автоматический счётчик кадров и индикация взведённого состояния затвора, предотвращающая двойную экспозицию или пропуск кадра при замене магазина[1]. На заднем люке смотрового отверстия смонтирована шкала-памятка светочувствительности заряженной фотоплёнки;
  - Отделить кассету от корпуса камеры можно только при вдвинутом шибере (защищавшем от засветки фотоплёнку в кадровом окне). Кроме блокировки замка в фотоаппарате имеется блокировка спуска затвора при закрытом шибере;
  - Несмотря на внешнее сходство, крепление кассет «Киева-88» и «Hasselblad» несовместимо из-за разных геометрических размеров[3]. В более поздних модификациях под названием «Arax» крепление кассеты модифицировано и совпадает с иностранным аналогом;
- Крепление объективов к камере — байонет В (трёхзаходная резьба), кнопка фиксации байонета на камере;
- Штатный объектив «МС Волна-3В» (2,8/80) с многослойным просветлением, прыгающей диафрагмой и встроенным репетиром;
- Видоискатель зеркальный, зеркало для визирования опускается при взводе затвора. Съёмная пентапризма или складная светозащитная шахта с лупой;
- Фокусировочный экран видоискателя — линза Френеля с клиньями Додена и матовым кругом в центре. Поле зрения видоискателя — 53×53 мм[1];
- На фотоаппарате установлено два штативных гнезда с резьбой 3/8 дюйма;

## Несопряжённый TTL-экспонометр
Фотоаппарат «Киев-88 TTL» комплектовался съёмным несопряжённым TTL-экспонометром, встроенным в пентапризму.
- Источник питания экспонометра — батарея из четырёх дисковых ртутно-цинковых элементов РЦ-53 или четырёх дисковых никель-кадмиевых аккумуляторов Д-0,06[1]. Современная замена — элемент РХ-625.
- Имеется выключатель питания экспонометра.
- Фотоприёмник — CdS — фоторезистор.
- Диапазон светочувствительности фотоплёнки от 16 до 500 ед. ГОСТ.
- Измеряемый диапазон яркостей от 1,6 до 13000 кд/м2.
- В поле зрения видоискателя видны два светодиода, режим свечения которых свидетельствует о «недодержке», «передержке» или нормальной экспозиции.
- Светоизмерение возможно на любой диафрагме.

### Работа с экспонометром
При установленных светочувствительности фотоплёнки и светосиле объектива следует наблюдать за объектом съёмки и поворачивая диск выдержек на экспонометре получить свечение светодиодов в режиме «нормальная экспозиция».
На калькуляторе экспонометра отобразится сочетание выдержка — диафрагма (образуется экспопара) — следует выбрать нужную и вручную установить значения на объективе и камере.

## Дополнительные принадлежности
С фотоаппаратом мог использоваться выпускавшийся для «Салюта-С» набор принадлежностей, в который входили: пентапризма без экспонометра, вертикальная лупа, два удлинительных кольца и матовое стекло в рамке, устанавливающееся вместо кассеты. Кроме набора по отдельности были доступны следующие аксессуары:
- Сменные пентапризмы с различным углом визирования по отношению к корпусу камеры. Сменные пентапризмы с TTL-экспонометром различных конструкций;
- Сменные кассеты на размер кадра 4,5×6 см.;
  - Разработаны сменные кассеты с размером кадра 6×6 и 4,5×6 см для плёнки типа 220;
- Задник для работы с комплектами одноступенного фотопроцесса Polaroid[5];
- Цифровые адаптеры[источник не указан 4033 дня];
- Пистолетные рукоятки и спусковой тросик;
- Сменные рукоятки взвода затвора и перемотки плёнки рестайлинговой конструкции;

## Комплект поставки в 1980-х годах
- Фотоаппарат с объективом, пентапризмой с экспонометром, кассетой и катушкой.
- Передняя крышка объектива, задняя крышка объектива.
- Съёмная складная шахта видоискателя.
- Светофильтры : УФ-1×, ЖЗ-1,4×.
- Сменная кассета с катушкой, спусковой тросик.
- Ремень, футляр, упаковочная коробка, руководство по эксплуатации.
- Цена фотоаппарата «Киев-88 TTL» в 1989 году составляла 918 рублей.

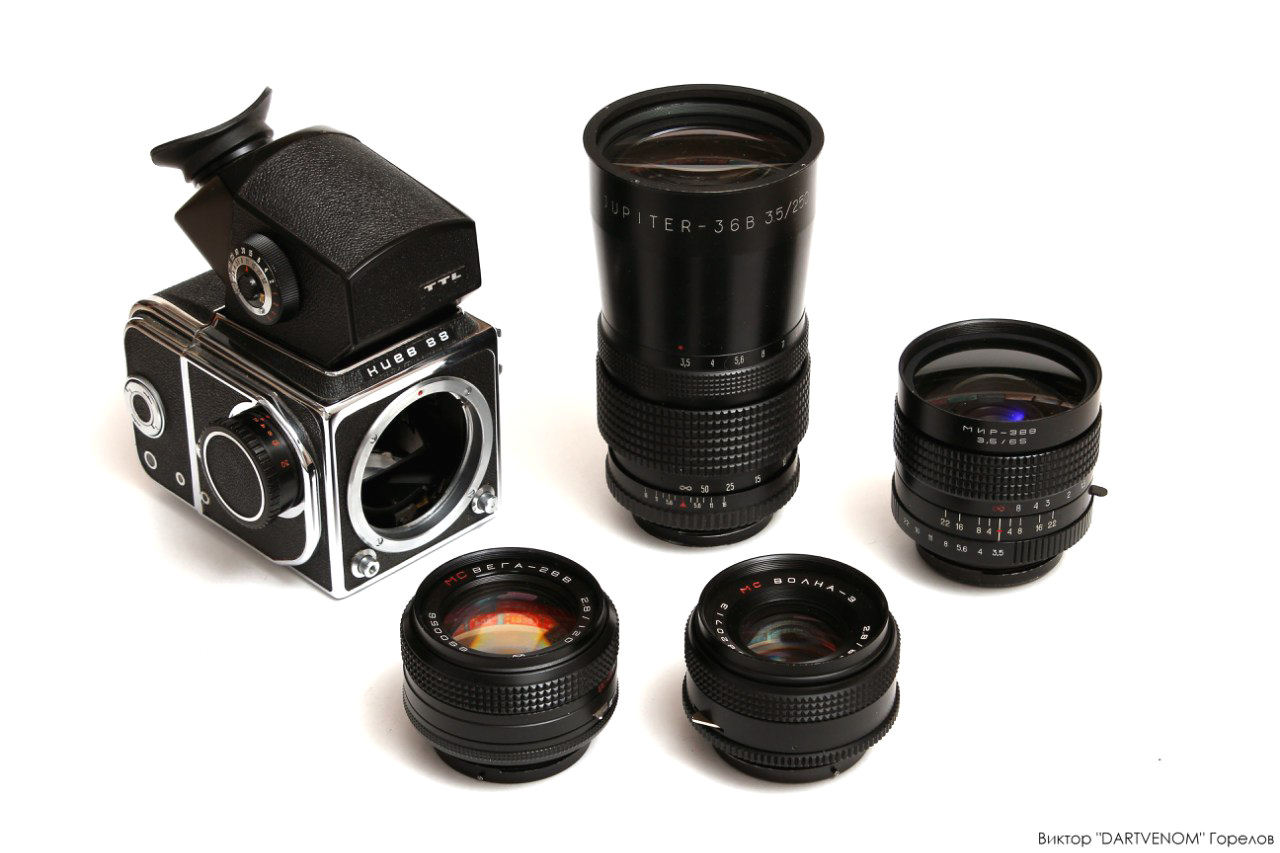
«Киев-88 TTL» со сменными объективами
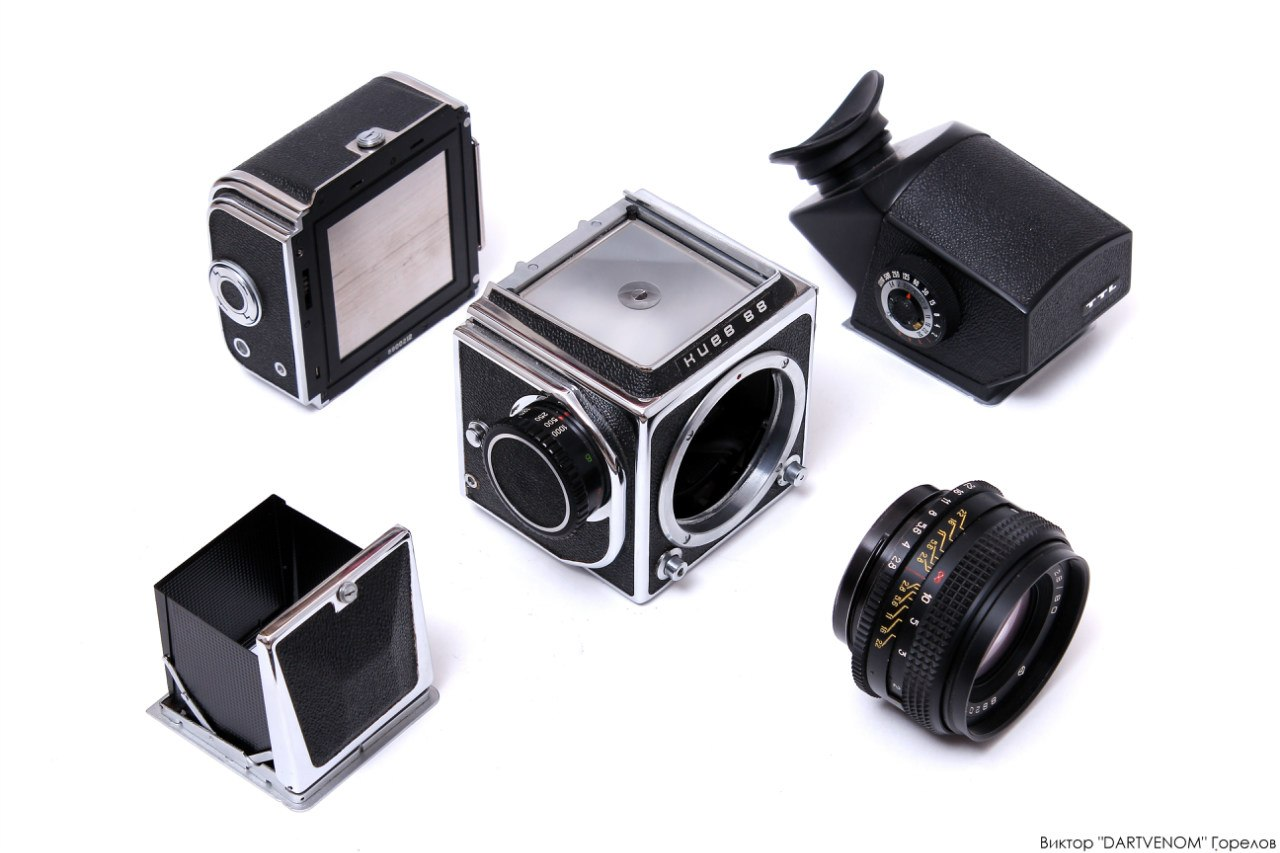
«Киев-88 TTL» в разобранном виде
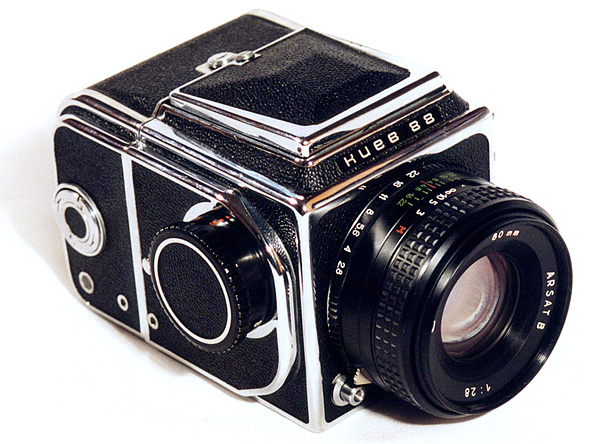
«Киев-88» со сложенным шахтным видоискателем
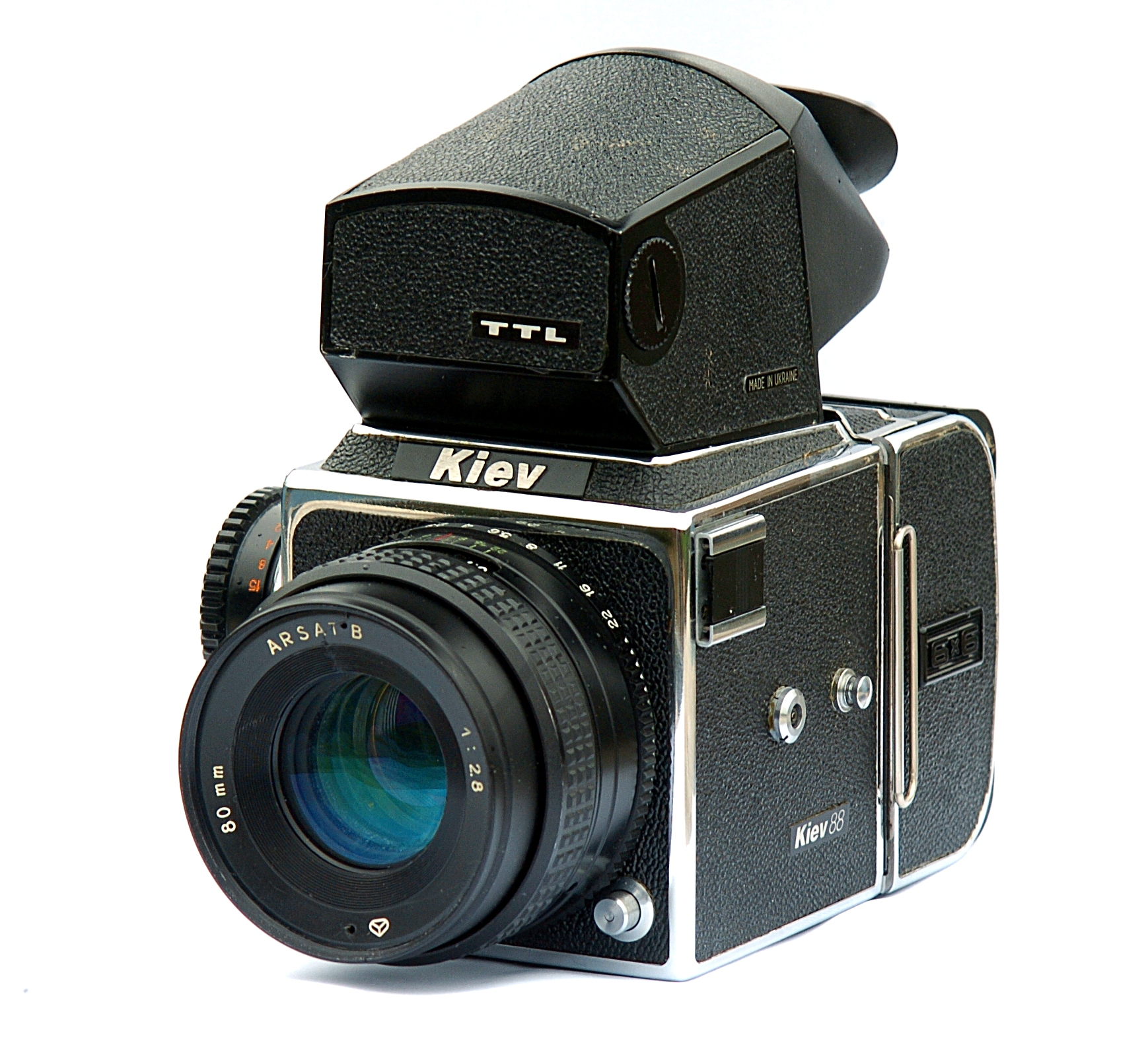
«Киев-88 TTL»

## Фотоаппараты «Киев-88 СМ» и «Arax CM»
С 1990-х годов на заводе «Арсенал» выпускается фотоаппарат «Киев-88 СМ» с байонетом Б. Вместо металлических шторок в затворе использованы менее шумные матерчатые. Кроме того, на заводном барабане появилась откидная рукоятка для более удобного взвода затвора, а также изменена конструкция сменных кассет и спусковой кнопки. Кроме того, вместо устаревшей пентапризмы с центровзвешенным замером TTL-экспонометра, камера комплектуется новым видоискателем TTL/Spot с точечным измерением.
В настоящее время фотоаппарат «Киев-88 СМ» собирается частными компаниями под названием «Arax CM» из комплектов деталей, купленных на заводе из производственных остатков. В конструкцию при этом вносятся дополнительные изменения, такие как предварительный подъём зеркала, светопоглощающая обклейка внутренних поверхностей и реконструкция недостаточно надёжного механизма выдержек.

## Сменные объективы с байонетом В
| Объектив    | Иллюстрация | Фокусное расстояние | Относительное отверстие | Угол поля зрения объектива | Применение                  |
| ----------- | ----------- | ------------------- | ----------------------- | -------------------------- | --------------------------- |
| Зодиак-8В   |             | 30                  | 3,5                     | 180°                       | Рыбий глаз                  |
| Мир-26В     |             | 45                  | 3,5                     | 83°                        | широкоугольный объектив     |
| Мир-3В      |             | 65                  | 3,5                     | 66°                        | широкоугольный объектив     |
| Мир-38В     |             | 65                  | 3,5                     | 66°                        | широкоугольный объектив     |
| Индустар-29 |             | 80                  | 2,8                     | 44°                        | нормальный объектив         |
| Волна-3В    |             | 80                  | 2,8                     | 44°                        | нормальный объектив         |
| Вега-12В    |             | 90                  | 2,8                     | 47°                        | нормальный объектив         |
| Вега-28В    |             | 120                 | 2,8                     | 31°                        | длиннофокусный объектив     |
| Калейнар-3В |             | 150                 | 2,8                     | 28°                        | длиннофокусный объектив     |
| Юпитер-36В  |             | 250                 | 3,5                     | 19°                        | длиннофокусный объектив     |
| Телеар-5В   |             | 250                 | 5,6                     | 18°                        | длиннофокусный объектив     |
| Таир-33В    |             | 300                 | 4,5                     | 15°                        | длиннофокусный объектив     |
| ЗМ-3В       |             | 600                 | 8,0                     | 7,5°                       | зеркально-линзовый объектив |

Примечание: в таблице использовано несколько иллюстраций аналогичных объективов с байонетом Б, внешне сходных с описываемыми. К сожалению, Википедия не располагает нужными фотографиями.
Рабочий отрезок байонета В составлял 82,1 мм, с помощью соответствующих адаптеров объективы от камер «Салют» могли применяться практически на всех фотоаппаратах с шторным затвором.
Наиболее известны адаптеры к фотоаппаратам с байонетом Б и с резьбовым соединением M42×1/45,5.